# Nafis Sadik
Pour les articles homonymes, voir Sadik.
Nafis Sadik (en ourdou : نفیس صادق), née Nafis Shoaib le 18 août 1929 à Jawnpur et morte le 14 août 2022 à Manhattan, est une diplomate pakistanaise.
Conseillère spéciale du secrétaire général de l'ONU, ainsi qu'envoyée spéciale pour le VIH/sida en Asie, et ancienne directrice exécutive du Fonds des Nations Unies pour la population (UNFPA) de 1987 à 2000, elle prend sa retraite en décembre 2000,,,.

## Biographie

### Carrière

#### Pakistan
Avant de rejoindre les Nations unies, le Dr Sadik est nommée chef de la Section de la santé de la Commission de planification du gouvernement en 1964. LeDr Nafis Sadik était directrice générale du Pakistan Central Family Planning Council, agence gouvernementale chargée de mettre en œuvre le programme national de planning familial. Elle se joint au Concil en 1966, à titre de directrice de la planification et de la formation. Elle est nommée directrice générale adjointe en 1968 et directrice générale en 1970. De 1954 à 1963, le Dr Sadik est médecin civil dans plusieurs hôpitaux des forces armées pakistanaises.

#### Nations Unies
Le Dr Nafis Sadik, Conseillère spéciale du Secrétaire général des Nations unies et son Envoyée spéciale pour le VIH/SIDA en Asie et dans le Pacifique, rejoint le Fonds des Nations unies pour la population en 1971. En 1987, peu de temps après la mort subite du Dr Rafael Salas, qui est directeur exécutif de l'UNFPA, le secrétaire général de l'ONU Javier Perez de Cuellar la nomme pour lui succéder. Ainsi, Nafis Sadik est-elle la première femme à diriger l'un des principaux programmes des Nations unies à financement volontaire.
La position de Nafis Sadik consiste en l'importance de répondre aux besoins des femmes et en la valorisation des femmes pour le développement, surtout dans les politiques et programmes démographiques dans le tiers monde et les pays en développement. Dans ces pays, sa stratégie révolutionnaire pour fournir aux femmes une éducation et les outils pour contrôler leur propre fécondité influence le taux de natalité mondial.
En juin 1990, le Secrétaire général des Nations unies nomma le Dr Nafis Sadik Secrétaire général de la Conférence internationale sur la population et le développement (CIPD), qui se tint en 1994.

#### Autres activités
Nafis Sadik contribue à améliorer la santé des enfants et des femmes de la communauté mondiale, ce qui lui vaut plusieurs récompenses.
Elle est membre du Conseil des gouverneurs de la Fondation pour le développement humain et membre de la Commission sud-asiatique sur le défi asiatique. Le Dr Sadik est aussi présidente de la Société pour le développement international (SID) pour la période 1994-1997.
Après sa retraite du Fonds des Nations unies pour la population, elle siège à plusieurs conseils d'administration et comités consultatifs d'organisations à but non lucratif et d'instituts de recherche dans le domaine du contrôle de la population, notamment au sein du conseil consultatif de la Fondation allemande pour la population mondiale. Nafis Sadik est membre émérite de Population Action International.

### Vie privée
De nationalité pakistanaise, Nafis Sadik nait à Jaunpur, en Inde britannique, et est la fille d'Iffat Ara et de Muhammad Shoaib, ancien ministre des Finances du Pakistan. Elle est titulaire d'un doctorat en médecine du Dow Medical College de Karachi. Nafis Sadik était directrice générale du Pakistan Central Family Planning Council. Elle commença sa carrière en travaillant dans les services pour femmes et enfants des hôpitaux des forces armées pakistanaises. Plus tard, elle effectue un stage en gynécologie et obstétrique au City Hospital de Baltimore, dans le Maryland et termine ses études à l'Université Johns Hopkins,.

## Récompenses
- 1995 : Prix Prince Mahidol de la Direction générale de la santé publique de la Fondation du prix Prince Mahidol
- 2000 : Prix Margaret Sanger de la Planned Parenthood Federation of America
- 2001 : Prix des Nations unies en matière de population[5]
- 2002 : Prix de la citoyenneté mondiale de l'Association mondiale des guides et des éclaireuses
- Prix du Collège royal des obstétriciens et gynécologues[6]
- Prix de la National Wildlife Federation, USA[6]
- Prix de l'American Public Health Association, Washington DC[6]

## Publications
Nafis Sadik fut publiée dans les domaines du planning familial et du contrôle des populations :
- Population : l'expérience de l'UNFPA (New York University Press, 1984)
- Politiques et programmes en matière de population : leçons tirées de deux décennies d'expérience (New York University Press, 1991)
- Faire la différence : vingt-cinq ans d'expérience de l'UNFPA, (Banson, Londres, Royaume-Uni, 1994)[6]